# Gera (rivière)
Pour les articles homonymes, voir Gera (homonymie).
La Gera est une rivière allemande de Thuringe, affluent de l'Unstrut, appartenant au bassin versant de l'Elbe et qui s'écoule dans les arrondissements d'Ilm et de Sömmerda en traversant la grande ville d 'Erfurt.

## Géographie
La Gera naît sur les pentes du Großen Beerberg, le point culminant de la forêt de Thuringe de deux rivières montagnardes la Wilde Gera (Gera sauvage) et la Zahme Gera (Gera domestique) et s'écoule dans le sens sud-nord. La Wilde Gera, longue de 22,8 km, traverse les communes de Gehlberg, Gräfenroda et Liebenstein. La Zahme Gera est longue de 19 km et traverse Gehlberg, Geraberg et Angelroda.
La Wilde Gera et la Zahme Gera confluent dans la petite ville de Plaue et donnent naissance à la Gera qui s'écoule alors dans la Plauescher Grund, vallée entaillée dans le muschelkalk ne traversant les villages de Dosdorf et Siegelbach. En atteignant la ville d'Arnstadt, chef-lieu de l'arrondissement d'Ilm, la vallée s'élargit et ses pentes s'adoucissent. La Gera reçoit la Wilde Weißs, coule à l'est de la vieille ville avec de multiples canaux de dérivation (Mühlgraben) creusés pour permettre le fonctionnement des moulins d'Arnstadt.
La Gera traverse ensuite la commune d'Ichtershausen où elle reçoit la Wipfra dans le village d'Eischleben. Elle pénètre ensuite sur le territoire d'Efurt. L'Apfelstädt la rejoint à Molsdorf. Elle coule dans les villages de Möbisburg et Bischleben et, en pénétrant dans la ville-même, plusieurs dérivations s'en écoulent à l'est, notamment pour les anciens fossés de fortifications. Le cours naturel s'écoule lui dans la vieille ville et passe sous le Kämmercbrücke, le pont couvert d'Erfurt.
La Gera coule ensuite dans le bassin de Thuringe, pénètre dans l'arrondissement de Sömmerda, traverse Elxleben, Walschleben, Ringleben et enfin Gebesee où elle se jette dans l'Unstrut.

## Toponymie
La Gera s'est d'abord appelée Erfes (autres orthographes : Erphes, Erfis, Erphis) et elle a donné son nom à la ville d'Erfurt.

## Histoire
Le Gera a provoqué de très nombreuses inondations à Erfurt. Ce n'est qu'au XIXe siècle qu'un système de digues fut mis en place et que la ville fut protégée des débordements de la rivière.

## Débit
Le débit moyen mesuré dans la station d'Erfurt-Möbisburg est de 5,84 m3/s. Son débit le plus faible a été enregistré en 2004 : 1,35 m3/s, le plus important date de 1994 avec 220 m3/s.